# Восточный (Любинский район)
Восточный — посёлок в Любинском районе Омской области России. Входит в состав Любинского городского поселения.

## География
Населённый пункт находится на юго-западе центральной части Омской области, в лесостепной зоне, в пределах Ишимской равнины, к северо-западу от посёлка городского типа Любинский. Абсолютная высота — 107 метров над уровнем моря.

### Часовой пояс
Посёлок Восточный, как и вся Омская область, находится в часовой зоне МСК+3. Смещение применяемого времени относительно UTC составляет +6:00.

## Население
| 2010 | 2011 | 2012 | 2013 | 2014 | 2015 | 2016 |
| ---- | ---- | ---- | ---- | ---- | ---- | ---- |
| 30   | →30  | →30  | ↘26  | ↗27  | ↗31  | ↗32  |
| 2017 | 2018 | 2019 | 2020 | 2021 | 2023 |      |
| ↘31  | ↗32  | ↘31  | →31  | ↘20  | →20  |      |

Гендерный состав
По данным Всероссийской переписи населения 2010 года в гендерной структуре населения мужчины составляли 43,3 %, женщины — соответственно 56,7 %.
Национальный состав
Согласно результатам переписи 2002 года, в национальной структуре населения русские составляли 92 % из 24 чел.